# Theologische Fakultät der Albert-Ludwigs-Universität Freiburg

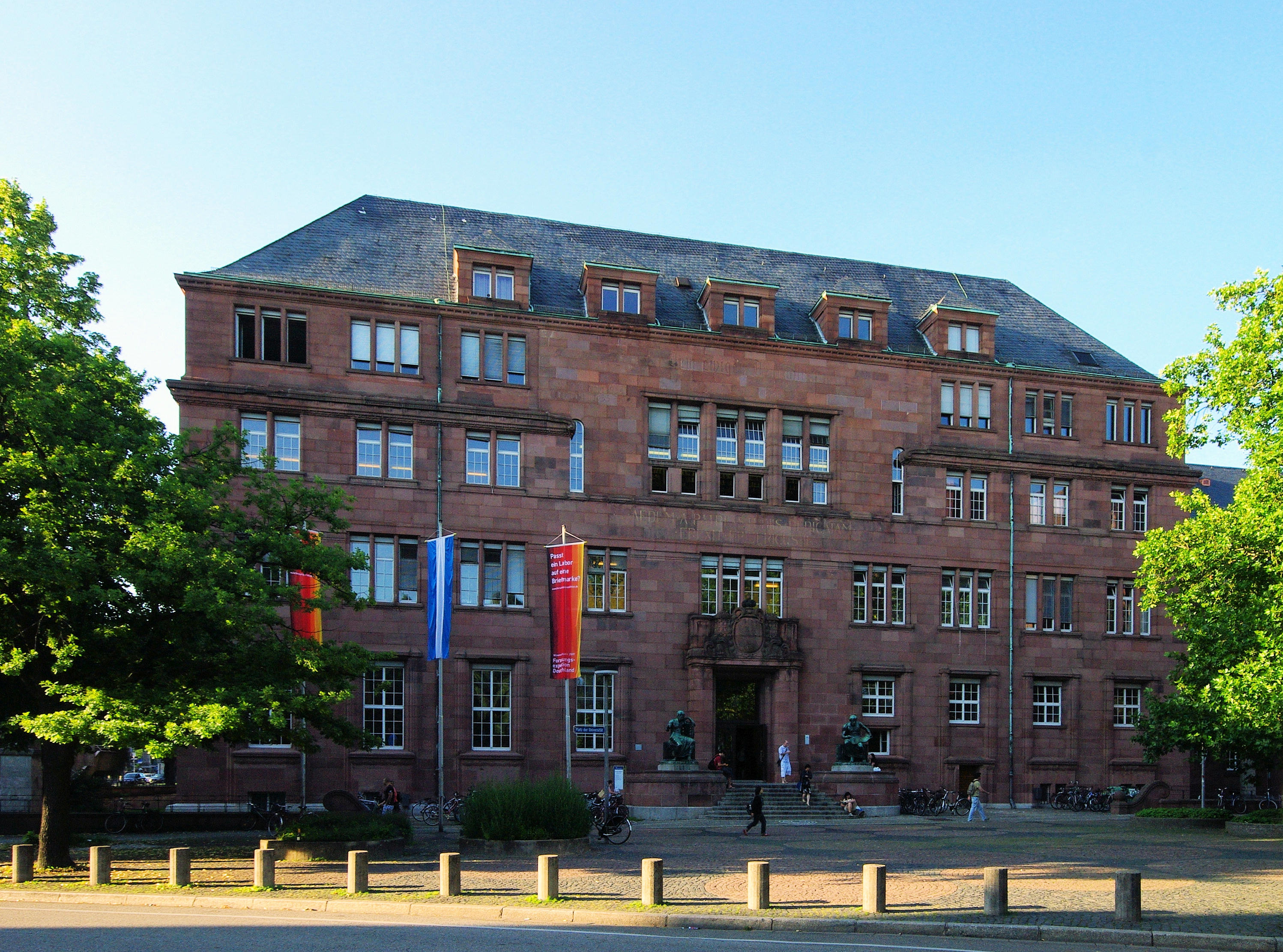
Das Kollegiengebäude I der Albert-Ludwigs-Universität Freiburg mit der Theologischen, Philologischen und Philosophischen Fakultät

Die Theologische Fakultät der Albert-Ludwigs-Universität Freiburg besteht seit der Gründung der Universität im Jahre 1457.

## Geschichte
Um 1500 lehrten und forschten hier der Reformer und spätere Straßburger Münsterprediger Geiler von Kaysersberg, der Elsässer Franziskaner und Dichter Thomas Murner sowie der Gegner der Reformation Johannes Eck. Ab 1529 forschte hier während seines Freiburger Aufenthalts auch Erasmus von Rotterdam, der allerdings keine Vorlesungen hielt. Während der Reformationszeit blieb die Universität katholisch, da sie ja eine vorderösterreichische Universität war. In Vorbereitung auf den 1556 nach Regensburg einberufenen Reichstag beauftragte Kaiser Ferdinand I. die Freiburger Theologische Fakultät mit einem Gutachten zur Frage, „ob und wie, auch auf was mittl und wege“ die Glaubensspaltung zwischen Lutheranern und Katholiken überwunden werden könnte.
1586 wurden infolge des Konzils von Trient die theologischen Fächer in vier Bereiche aufgeteilt, nämlich Exegese, Dogmatik, Moral- und Kontroverstheologie.
Im Jahre 1620 gab es einen weiteren Einschnitt, da die Jesuiten nach Freiburg kamen und die meisten Lehrstühle besetzten; dies blieb so bis zur Aufhebung des Ordens im Jahre 1773. Unter der Erzherzogin Maria Theresia und ihrem Sohn Joseph II. änderte sich die Ausrichtung nach dem Weggang der Ordensgeistlichen in Richtung der exegetisch-historischen Fächer. Hinzu kamen Kirchengeschichte, Pastoraltheologie und die biblischen Sprachen.
Die Gründung des Großherzogtums Badens im Jahr 1805 betraf auch den vorderösterreichischen Breisgau und somit auch Freiburg mit seiner Universität. Dies führte zu einer die ganze Universität bedrohenden finanziellen Verunsicherung, allerdings auch zu einer Erweiterung der Lehrkräfte, da drei Professuren von Heidelberg nach Freiburg verlegt wurden. Mit der Gründung der Erzdiözese Freiburg im Jahre 1827 wurde diese Fakultät auch der akademische Ausbildungsort für die Priester der Diözese.
Im Jahre 1868 wurde die Ausbildung im Kirchenrecht von der juristischen zur theologischen Fakultät verlagert und im Jahre 1870 dafür ein eigener Lehrstuhl eingerichtet.
Der Lehrstuhl für christliche Archäologie und Kunstgeschichte erweiterte das Angebot der Lehre 1916. Er war der einzige in Deutschland, diesem folgte im Jahre 1925 das ebenfalls einmalige Institut für Caritaswissenschaft.
Im Dritten Reich wurden etliche Professoren zwangspensioniert bzw. ihnen die Lehrbefugnis entzogen. Im Jahre 1939 wurde die Fakultät geschlossen, blieb aber erhalten.
Durch den Fortgang der wissenschaftlichen Forschung und der damit verbundenen Differenzierung kamen nach 1945 die Lehrstühle für Religionsgeschichte, christliche Religionsphilosophie und christliche Gesellschaftslehre. Dem folgte im Jahre 1957 das Raimundus-Lullus Institut für Quellenkunde der Theologie des Mittelalters und 1995 die Arbeitseinheit für Frömmigkeitsgeschichte und kirchliche Landesgeschichte als Nachfolger des Instituts für religiöse Volkskunde.
Bedeutend für die theologische Ausrichtung des Seminars für Religionsphilosophie der Fakultät war Bernhard Welte, der die Phänomenologie in die Religionsphilosophie integrierte.
Durch die Exegeten Alfons Deissler und Anton Vögtle wurde die Theologische Fakultät Freiburg in der zweiten Hälfte des 20. Jahrhunderts in Deutschland zu einem der führenden Zentren für die Erneuerung der Bibelwissenschaft und die Etablierung der historisch-kritischen Methode in der katholischen Theologie.

## Gliederung
Die Fakultät gliedert sich heute in folgende Institute:
- Institut für Biblische und Historische Theologie
- Institut für Systematische Theologie
- Institut für Praktische Theologie

## Persönlichkeiten
- Johann Geiler von Kaysersberg (* 1445; † 1510)
- Thomas Murner (* 1475; † 1537)
- Johannes Eck (* 1486; † 1543)
- Erasmus von Rotterdam (* 1465 [oder 1469]; 1536), 1529
- Engelbert Klüpfel (* 1733; † 1811): Dogmatiker (1767–1805)
- Johann Leonhard Hug (* 1765; † 1846): katholische Exegese (1793–)
- Ferdinand Geminian Wanker (* 1758; † 1824): Moraltheologe
- Johann Baptist von Hirscher (* 1788; † 1865): Moraltheologe und Religionswissenschaftler (1837–1863)
- Franz Anton Staudenmaier (* 1800; † 1856): Dogmatiker (1837–1855)
- Franz Xaver Kraus (* 1840; † 1901): Christliche Archäologie und Kunstgeschichte, Institutsstifter (1878–1901)
- Joseph Sauer (* 1872; † 1949): Christliche Archäologie und Kunstgeschichte (1916–1948)
- Nikolaus Hilling (* 1871; † 1960): Ordinarius für Kirchenrecht
- Alfred Wikenhauser (* 1883; † 1960): Exegese des Neuen Testaments (1929–1951)
- Bernhard Welte (* 1906; † 1983): Phänomenologie (1952–1973)
- Anton Vögtle (* 1910; † 1996): Neutestamentliche Literatur und Exegese (1951–1978)
- Alfons Deissler (* 1914; † 2005): Alttestamentliche Literatur und Exegese (1951–1982)
- Klaus Hemmerle (* 1929; † 1994): Religionsphilosophie (1973–1975); Bischof von Aachen
- Karl Kardinal Lehmann (* 1936; † 2018): Dogmatik und Ökumenische Theologie (1971–1983); Bischof von Mainz
- Albert Thomas Dölken O.Praem. (* 1960), Abt von Hamborn
- Peter Walter (* 1950; † 2019), Dogmatik und Quellenkunde der Theologie des Mittelalters am Raimundus-Lullus-Institut (1990–2015)